# Ordina Open 2009 - Qualificazioni singolare femminile
Le qualificazioni del singolare femminile dell'Ordina Open 2009 sono state un torneo di tennis preliminare per accedere alla fase finale della manifestazione. I vincitori dell'ultimo turno sono entrati di diritto nel tabellone principale. In caso di ritiro di uno o più giocatori aventi diritto a questi sono subentrati i lucky loser, ossia i giocatori che hanno perso nell'ultimo turno ma che avevano una classifica più alta rispetto agli altri partecipanti che avevano comunque perso nel turno finale.
Le qualificazioni del torneo Ordina Open  2009 prevedevano 16 partecipanti di cui 4 sono entrati nel tabellone principale.

## Teste di serie
1. Jaroslava Švedova (Qualificata)
2. Kirsten Flipkens (Qualificata)
3. Maria-Elena Camerin (Qualificata)
4. Séverine Brémond Beltrame (ultimo turno)

1. Stéphanie Foretz Gacon (ultimo turno)
2. Sandra Záhlavová (ultimo turno)
3. Ksenija Pervak (Qualificata)
4. Eléni Daniilídou (primo turno)

## Qualificati
1. Jaroslava Švedova
2. Kirsten Flipkens

1. Maria-Elena Camerin
2. Ksenija Pervak

## Tabellone

### Legenda
| - Q = Qualificato - WC = Wild card - LL = Lucky loser | - ALT = Alternate - SE = Special Exempt - PR = Protected Ranking | - w/o = Walkover - r = Ritirato - d = Squalificato |

### Sezione 1
|  | Primo turno | Primo turno       | Primo turno       | Primo turno | Primo turno |  |  | Ultimo turno | Ultimo turno      | Ultimo turno | Ultimo turno | Ultimo turno |  |
|  |             |                   |                   |             |             |  |  |              |                   |              |              |              |  |
|  | 1           | Jaroslava Švedova | Jaroslava Švedova | 6           | 6           |  |  |              |                   |              |              |              |  |
|  |             | Svenja Weidemann  | Svenja Weidemann  | 1           | 0           |  |  | 1            | Jaroslava Švedova | 6            | 4            | 6            |  |
|  | 6           | Sandra Záhlavová  | Sandra Záhlavová  | 7           | 6           |  |  | 6            | Sandra Záhlavová  | 1            | 6            | 3            |  |
|  |             | Jasmin Wöhr       | Jasmin Wöhr       | 5           | 4           |  |  |              |                   |              |              |              |  |

### Sezione 2
|  | Primo turno | Primo turno      | Primo turno      | Primo turno | Primo turno |  |  | Ultimo turno | Ultimo turno     | Ultimo turno     | Ultimo turno | Ultimo turno |  |
|  |             |                  |                  |             |             |  |  |              |                  |                  |              |              |  |
|  | 2           | Kirsten Flipkens | Kirsten Flipkens | 6           | 6           |  |  |              |                  |                  |              |              |  |
|  |             | Ksenija Lykina   | Ksenija Lykina   | 0           | 1           |  |  | 2            | Kirsten Flipkens | Kirsten Flipkens | 6            | 7            |  |
|  |             | Eléni Daniilídou | Eléni Daniilídou | 6           | 6           |  |  |              | Eléni Daniilídou | Eléni Daniilídou | 3            | 64           |  |
|  | 8           | Sharon Fichman   | Sharon Fichman   | 1           | 3           |  |  |              |                  |                  |              |              |  |

### Sezione 3
|  | Primo turno | Primo turno         | Primo turno         | Primo turno | Primo turno |  |  | Ultimo turno | Ultimo turno        | Ultimo turno        | Ultimo turno | Ultimo turno |  |
|  |             |                     |                     |             |             |  |  |              |                     |                     |              |              |  |
|  | 3           | Maria-Elena Camerin | Maria-Elena Camerin | 6           | 6           |  |  |              |                     |                     |              |              |  |
|  |             | Gréta Arn           | Gréta Arn           | 3           | 3           |  |  | 3            | Maria-Elena Camerin | Maria-Elena Camerin | 6            | 7            |  |
|  | 5           | S Foretz Gacon      | 4                   | 7           | 7           |  |  | 5            | S Foretz Gacon      | S Foretz Gacon      | 2            | 65           |  |
|  |             | Natalie Grandin     | 6                   | 5           | 5           |  |  |              |                     |                     |              |              |  |

### Sezione 4
|  | Primo turno | Primo turno               | Primo turno               | Primo turno | Primo turno |  |  | Ultimo turno | Ultimo turno              | Ultimo turno              | Ultimo turno | Ultimo turno |  |
|  |             |                           |                           |             |             |  |  |              |                           |                           |              |              |  |
|  | 4           | Séverine Brémond Beltrame | Séverine Brémond Beltrame | 6           | 6           |  |  |              |                           |                           |              |              |  |
|  |             | Marie-Ève Pelletier       | Marie-Ève Pelletier       | 2           | 1           |  |  | 4            | Séverine Brémond Beltrame | Séverine Brémond Beltrame | 1            | 65           |  |
|  | 7           | Ksenija Pervak            | Ksenija Pervak            | 7           | 6           |  |  | 7            | Ksenija Pervak            | Ksenija Pervak            | 6            | 7            |  |
|  |             | Lesley Kerkhove           | Lesley Kerkhove           | 5           | 2           |  |  |              |                           |                           |              |              |  |